# Megalepthyphantes salam
Espèce
Megalepthyphantes salam est une espèce d'araignées aranéomorphes de la famille des Linyphiidae.

## Distribution
Cette espèce est endémique de la région Fès-Meknès au Maroc,. Elle se rencontre dans la province d'Ifrane à Aïn Leuh dans la grotte Ifri Ouska.

## Description
Le mâle holotype mesure 3,80 mm et la femelle paratype 4,00 mm, les femelles mesurent de 3,90 à 4,00 mm.

## Systématique et taxinomie
Cette espèce a été décrite par Lecigne en 2025.

## Publication originale
- Lecigne, Moutaouakil & Lips, 2025 : « Contribution to the knowledge of the spider fauna of Morocco (Arachnida: Araneae) – second note. On new species and new records from caves and miscellaneous terrestrial ecosystems. » Journal of the Belgian Arachnological Society, vol. 40, no 1 supplement, p. 1-184.